# Meds (album)
Meds este cel de-al cincilea album al trupei de rock alternativ Placebo, apărut pe piață în 2006, la trei ani față de precedentul album de studio, Sleeping With Ghosts, fiind lansat cu sistemul de protecție Copy Control în anumite regiuni. Data oficială a lansării a fost 13 martie 2006; cu toate acestea, copii ilegale ale albumului au putut fi găsite pe Internet începând cu data de 17 ianuarie. Nu a existat nicio explicație cu privire la cum a putut fi posibil acest lucru.
În Noua Zeelandă și Australia albumul a fost lansat cu trei zile mai devreme (australienii beneficiind și de ediția specială a albumului).
Albumul a izbutit să atingă locul 1 în țări precum Franța, Elveția, Austria și Belgia.

## Lista melodiilor
1. „Meds” (featuring Alison „VV” Mosshart) – 2:55
2. „Infra Red” – 3:15
3. „Drag” – 3:21
4. „Space Monkey” – 3:51
5. „Follow the Cops Back Home” – 4:39
6. „Post Blue” – 3:11
7. „Because I Want You” – 3:22
8. „Blind” – 4:01
9. „Pierrot the Clown” – 4:22
10. „Broken Promise” (featuring Michael Stipe) – 4:20
11. „One of a Kind” – 3:20
12. „In the Cold Light of Morning” – 3:52
13. „Song to Say Goodbye” – 3:36

### Varianta americană a albumului
1. „Meds” (featuring Alison „VV” Mosshart) – 2:55
2. „Infra Red” – 3:15
3. „Drag” – 3:21
4. „Space Monkey” – 3:51
5. „Follow the Cops Back Home” – 4:39
6. „Post Blue” – 3:11
7. „Because I Want You” – 3:22
8. „Blind” – 4:01
9. „Pierrot the Clown” – 4:22
10. „Broken Promise” (featuring Michael Stipe) – 4:20
11. „One of a Kind” – 3:20
12. „In the Cold Light of Morning” – 3:52
13. „Song to Say Goodbye” – 3:36
14. „UNEEDMEMORETHANINEEDU” – 3:30
15. „Running Up That Hill” (Kate Bush cover) – 4:56

### Ediție specială DVD
1. „Documentary”
2. „Lyrics”
3. „Twenty Years (Live at Wembley 05.11.04)”
4. „If Only Tonight We Could Sleep (Placebo and The Cure)”
5. „Backstage at Live 8 Photo Galleries”
6. „Long Division (Audio)”
7. „In the Cold Light Of Morning (Demo) (Audio)”
8. „I Do (Demo) (Audio)”
9. „Pierrot the Clown (Demo) (Audio)”

## Lirică și stiluri abordate

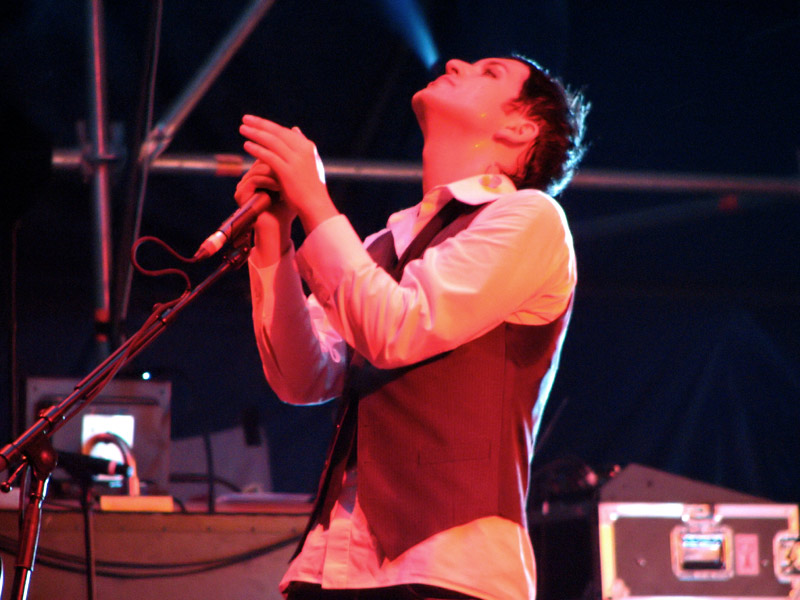
Brian Molko în timpul unui concert din Italia, 27 iunie 2006.

Se poate spune despre acest album că este creat în opoziție cu precedentul album, Sleeping With Ghosts, nu atât din punct de vedere liric (lirica fiind, mai mult sau mai puțin, aceeași de dintotdeauna, deși Brian Molko pare a fi adoptat un ton mai general de data asta), ci din punct de vedere instrumental. După chiar declarațiile trupei, acesta este albumul de întoarcere la rădăcini, cu alte cuvinte la simplitatea instrumentală de pe primul lor album, combinată însă cu cei zece ani de experiență muzicală ce trecuseră de atunci. „Ceea ce vezi este ceea ce primești” pare a fi motto-ul lor pentru acest album.
Tema generală a celor treisprezece piese este dependența. Albumul se deschide chiar cu piesa care dă titlul albumului, „Meds”, o colaborare cât se poate de reușită cu Alison „VV” Mosshart de la The Kills. Instrumentalului energic, plin de tonuri puternice de chitară, îi sunt alăturate niște versuri care ar putea rezuma cu succes întregul album: I was confused by the powers that be / Forgetting names and faces / Passers by were looking at me / As if they could erase it (Eram confuz din cauza autorităților / Uitând nume și chipuri / Trecătorii mă priveau / Ca și cum ar fi putut să șteargă totul) cântă Molko, urmat imediat de vocea ușor compătimitoare a lui Mosshart: Baby, did you forget to take your meds? (Iubitule, ai uitat să îți iei pastilele?). Această frază se repetă obsesiv de-a lungul cântecului, alături de And the sex, and the drugs, and the complications (Și sexul, și drogurile, și complicațiile), esența cântecului, și, de fapt, esența albumului.
Imediat după „Meds”, urmează „Infra Red”, una dintre piesele despre care Molko a mărturisit că habar nu avea care îi era tema lirică, până nu a terminat-o de scris. Piesa face aluzie la efectele alcoolului, la starea de semi-nebunie în care ești gata să lovești pe oricine îți iese în cale, pentru a-ți descărca resentimentele. Atmosfera sumbră de pe primele două instrumentale se schimbă pe următoarea piesă, „Drag”, însă tonul versurilor nu devine mai optimist, ilustrând un complex de inferioritate evident (I drag behind - Mă târăsc undeva în spate), resimțit, după cum explică Molko, de orice persoană față de ființa iubită, complex care este accentuat de contrastul puternic, atât de des întâlnit la Placebo, dintre versuri și lirică.
Piesa următoare, „Space Monkey”, este una dintre cele mai atipice piese Placebo, atât ca lirică, cât și ca instrumental. Concepută pentru prima oară de trupă în timpul înregistrării albumului Sleeping With Ghosts, melodia este poate una dintre cele mai maleabile de pe album, însuși Stefan Olsdal declarând că „este un mister pentru noi”. Ca un detaliu interesant, „Space Monkey” are ca refren versuri pe care Molko le-a interpretat într-un concert drept versuri suplimentare la piesa „Leni”, versuri ce îi oferă o nuanță destul de erotică. Eliberându-se de această nuanță, „Follow the Cops Back Home” revine la ideea dependenței de alcool, dar privită dintr-un alt unghi: „...ne-am gândit la ceea ce poți face atunci când trăiești într-un loc precum Luxemburg sau Islanda unde nu ai nimic de făcut.”, după cum explică Molko. Cu alte cuvinte, o călătorie într-un univers unde nu este nimic de făcut, într-un loc unde nu se întâmplă niciodată nimic, o revoltă inutilă.
„Post Blue” reia tema dependenței de iubire exprimată în „Drag”, dar cu o nuanță mult mai întunecată, apelând din nou la paralela iubire-drog (bag of golden brown - heroină). Titlul piesei este o metaforă care indică tristețea profundă, cântecul vorbind despre o relație în care unul din parteneri e atât de îndrăgostit, încât îi iartă totul celuilalt. Următorul cântec „Because I Want You” abordează tema unei relații problematice, o relație la care însă personajul nu vrea să renunțe. Se observă din nou dihotomia versuri-instrumental, specifică Placebo: versuri serioase, instrumental aproape vesel. Următorul cântec, „Blind”, denumit de Molko drept „un cântec pentru fete”, cu un instrumental al cărui început amintește puțin de experimentele făcute pe Sleeping With Ghosts, continuă cu explorarea dependenței afective. „Pierrot the Clown” continuă să exploreze tema relației nefericite abordate în „Post Blue”, accentuând și mai mult însă partea autodistructivă, chiar puțin masochistă. Acest cântec evidențiază vechea obsesie din copilărie a lui Molko pentru clovni și circ („Pierrot the Clown” fiind tipul clovnului trist, opus personajului August, cel cu nasul roșu.).
„Broken Promise” este o combinație de tonuri liniștite și violente, și, ca lirică, reia ideea din „Infra Red”, cu deosebirea că acum unul din personaje are un motiv clar de răzbunare: infidelitatea celuilalt. Strofele reprezintă o confruntare a celor doi; confruntarea culminează în refren: And I'll wait my turn to terrorize you / Watch you burn / I'll wait my turn (Și o să îmi aștept rândul de a te teroriza / De a privi cum te consumi / O să îmi aștept rândul). Scrisă inițial pentru a fi cântată în duet cu o femeie, piesa a sfârșit în cele din urmă prin a fi interpretată alături de Michael Stipe de la R.E.M..
Piesa următoare, „One Of a Kind”, vorbește despre încercarea de a-ți găsi un loc în lume, despre detașarea din mulțime ca individ, și despre contopirea cu ea, în același timp. Este singurul cântec scris de Brian Molko în care se face referire la fiul său, Cody, mai precis la nașterea lui. „Cel mai incredibil lucru care mi s-a întâmplat.”, descria artistul experiența. „Am asistat la naștere și a fost ca și cum aș fi primit o palmă peste față - de la Dumnezeu probabil. A fost cea mai intensă experiență pe care mi-aș fi putut-o imagina. Dar există numai un vers referitor la asta pe tot albumul, pe cântecul One Of a Kind atunci când se ajunge la Outta the womb and into the void” (traducere: Afară din uter, expulzat în vid).
„In the Cold Light of Morning” (expresie ce semnifică „a te privi / a privi pe cineva în mod obiectiv”) este într-o anumită măsură, reluarea temei refrenului din „Pure Morning”, rușinea de după o nouă noapte plină de excese de tot felul, ura și dezgustul resimțit față de tine însuți. „Song to Say Goodbye” este piesa de încheiere, o piesă care nu este altceva decât o exorcizare a tuturor demonilor de pe album. Aici Molko se adresează, la prima vedere, unui prieten cu care nu mai vrea să aibă de a face, pe care a încercat să îl salveze de la decădere și nu a reușit. Solistul a recunoscut însă în cadrul unui interviu că persoana căreia i se adresează în cântec este chiar el.

## Alte detalii despre piese
- Piesa „Infra Red” a fost primul cântec ale cărui versuri Molko le-a scris de la coadă la cap.[9]
- Mai multe dintre piesele de pe album conțin în text referiri la alte melodii ale altor artiști: Rodgers & Hart - „My Funny Valentine” („Blind”: Remain your funny Valentine), The Smiths - „Unhappy Birthday”, The Rolling Stones - „Begger's Banquet” („Infra Red”: I came down to wish you an unhappy birthday; I came down to crash and burn your begger's banquet), Neil Young - „The Needle And The Damage Done” („Song to Say Goodbye”: Your needle and your damage done remains a sordid twist of fate), The Stranglers - „Golden Brown” („Post Blue”: It's in your bag of golden brown), The Pixies - „Planet of Sound” („Space Monkey”: Riding in a rocket to a planet of sound).
- Piesa „UNEEDMEMORETHANINEEDU” de pe varianta lansată în America face parte de pe single-ul „Meds”.
- Piesa „Long Division” de pe varianta DVD a albumului nu fusese înregistrată în studio anterior, ci doar cântată în concerte.

## Recenzii
Albumul a fost descris în NME drept deținând „sound-ul liniilor trasate și al atitudinilor reformate” (o renunțare la atitudinea introspectivă adolescentină ce caracterizase până atunci trupa), fiind privit drept posibila „capodoperă pe care ne-au promis-o mereu”. Deși în general criticii au împărtășit această părere, o parte dintre fani s-au declarat nemulțumiți de către album, în special de single-ul „Because I Want You”, care urmărea tema abordată în „I Do” și care a fost etichetat de către ei drept „mult prea comercial”.

## Poziții în topuri
- 1 - Franța, Elveția, Austria, Belgia, Elveția, Grecia, Mexic
- 2 - Germania
- 3 - Finlanda, Portugalia
- 4 - Italia, Argentina
- 5 - World Chart
- 7 - Marea Britanie
- 10 - Olanda, Republica Cehă
- 12 - Norvegia
- 20 - Danemarca
- 33 - Suedia
- 180 - SUA

## Brian Molko despre piese
În concerte, Brian obișnuia adesea să-și introducă piesele într-un anumit fel. Iată un exemplu:
- „Drag”
  - „This is NOT a song about cross-dressing, but still we call it Drag.” („Acesta nu este un cântec despre travesti, dar noi îl numim cu toate acestea Drag.”)